# Canisteo (village, New York)
Ne doit pas être confondu avec Canisteo (ville, New York).
Canisteo est un village du comté de Steuben, dans l'État de New York, aux États-Unis,. En 2010, il comptait une population de 2 270 habitants.

## Démographie
Lors du recensement de 2010, la ville comptait une population de 946 habitants, tandis qu'en 2019, elle est estimée à 2 135 habitants.